# Чёрная дыра средней массы

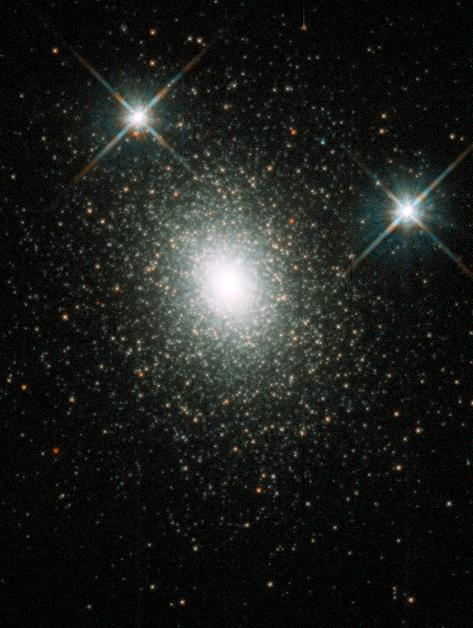
Шаровое скопление Mayall II (M31 G1) — неплохой кандидат для обнаружения чёрной дыры средней массы в центре скопления

Чёрная дыра средней массы — это чёрная дыра, масса которой значительно больше, чем масса чёрной дыры звёздной массы (от 10 до нескольких десятков тысяч масс Солнца), но гораздо меньше, чем у сверхмассивной чёрной дыры (от миллиона до десятков миллиардов масс Солнца). Предполагается, что этих объектов значительно меньше, чем относительно распространённых чёрных дыр звёздной массы и сверхмассивных чёрных дыр. Поскольку механизмы формирования чёрных дыр средней массы неизвестны, не совсем понятно, чем вызвано такое значительное различие в количестве объектов.

## Происхождение
Чёрные дыры средней массы являются слишком массивными, чтобы они могли сформироваться путём гравитационного коллапса одиночной звезды (как чёрные дыры звёздной массы). В их окружении отсутствуют экстремальные условия (высокая плотность и скорости движения), наблюдаемые в центрах галактик, которые приводят к формированию сверхмассивных чёрных дыр. В науке рассматриваются  следующие сценарии образования чёрных дыр средней массы: 
- Слияние чёрных дыр звёздной массы и других объектов путём аккреции;
- Столкновение массивных звёзд в плотных звёздных скоплениях и коллапс результата столкновения;
- Образование их в ходе Большого взрыва (см. первичные чёрные дыры).
- Образование в ядрах квазизвезд в ранней Вселенной.

## Наблюдаемые свидетельства
Хотя до последнего времени не было никаких определённых наблюдательных данных, подтверждающих существование чёрных дыр средней массы, коллектив радиотелескопа CSIRO в Австралии 9 июля 2012 года объявил об открытии первой чёрной дыры средней массы Hyper-Luminous X-ray Source 1 (или HLX-1).
На сегодняшний день самая большая выборка кандидатов в чёрные дыры промежуточных масс включает 305 объектов, отобранных при помощи анализа около миллиона оптических спектров галактик, полученных обзором SDSS (Sloan Digital Sky Survey). Рентгеновское излучение, наличие которого является подтверждением классификации кандидата как чёрной дыры промежуточных масс, было обнаружено у 10 из этих объектов.
Некоторые ультраяркие рентгеновские источники (ULXs) в близлежащих галактиках могут оказаться чёрными дырами средней массы (от 100 до 1000 масс Солнца). ULXs наблюдаются в областях звёздообразования (например, в галактике M82) и выглядят связанными с молодыми скоплениями звёзд, наблюдаемыми в этих областях. Однако только динамическое измерение масс путём анализа оптического спектра звёзд-спутников может позволить выявить присутствие чёрных дыр средней массы как компактных аккреторов ULXs.
Дополнительные свидетельства существования чёрных дыр средней массы могут быть получены путём наблюдения гравитационного излучения, излучаемого малого размера остатками, обращающимися вокруг таких дыр. Также отношение M–сигма предсказывает, что чёрные дыры с массами от 104 до 106 солнечных должны присутствовать в галактиках с малой светимостью.
Американские и австралийские астрофизики в 2017 году обнаружили кандидата в чёрные дыры средней массы: чёрную дыру в центре 47 Тукана. Авторы полагают, что подобного рода гравитационные объекты могут находиться и в центрах других шаровых скоплений.
В 2019 году учёные из Национальной астрономической обсерватории Японии обнаружила в галактическом центре Млечного пути чёрную дыру размером с Юпитер, масса которой примерно в 32 тысячи раз больше массы Солнца. HCN–0.009–0.044, находящаяся в 7 пк от радиоисточника Стрелец A*, является третьим случаем возможной чёрной дыры средней массы в галактическом центре после IRS13E и CO–0.40–0.22.
Наблюдение гравитационно-волнового всплеска в 2019 году (GW190521) стало свидетельством формирования чёрной дыры средней массы в результате слияния двух чёрных дыр (с массами 66 и 85 M⊙ соответственно).